# Mayer Mihály (vízilabdázó)
Mayer Mihály (Újpest, 1933. december 27. – Budapest, 2000. szeptember 4.) kétszeres olimpiai bajnok vízilabdázó, szövetségi kapitány, szakedző.

## Vízilabdázóként
1947 és 1969 között az UTE játékosa. 1955-ben, 1960-ban és 1967-ben a magyar bajnok csapat, 1960-ban és 1963-ban a Magyar Népköztársaság Kupát (MNK) nyert csapat tagja. 1954-ben Budapesten a főiskolai világbajnokságot nyert csapat tagja volt. 1956-ban a Melbourne-ben rendezett olimpián a Budapesti Dózsa, az összes további olimpiáján pedig az Újpesti Dózsa játékosaként vett részt. Melbourne-ben a vízilabdacsapat tagjaként aranyérmet nyert. 1958-ban a budapesti Európa-bajnokságon a győztes csapat, 1960-ban a római olimpián a bronzérmes csapat tagja. 1962-ben Európa-bajnok. 1964-ben a tokiói olimpián az olimpiai bajnok csapat játékosa. 1968-ban a Mexikóvárosban rendezett olimpián a harmadik helyezést elért csapat tagja volt. 1970-től az Orvosegyetem SC (OSC), 1975-től a Ferencvárosi TC edzője. 1980-tól 1982-ig a magyar válogatott szövetségi kapitánya. 1984-től a Budapesti Honvéd, 1987 és 1990 között a Szolnoki VSC csapatainak edzője volt.

## Edzőként
Edzőként ötször volt magyar bajnok (1970–1974) és magyarkupa-győztes (1970, 1974, 1976, 1977, 1978). A BEK-ben 1972-ben győztes, 1974-ben döntős volt. A KEK-ben 1977-ben és 1979-ben győztes, 1978-ban döntős volt. 1977-ben és 1979-ben európai szuperkupát nyert. A válogatottal 1981-ben Eb-bronzérmes, 1982-ben vb-ezüstérmes volt.

## Díjai, elismerései
- A Magyar Népköztársaság Kiváló Sportolója (1962)[1]
- Mesteredző (1983)
- Az Úszó hírességek csarnokának tagja (1987)
- Magyar Köztársasági Sportdíj (1993)
- A Magyar Köztársasági Érdemrend középkeresztje (1996)